# Joseph Saidu Momoh
Joseph Saidu Momoh (Binkolo, 26 gennaio 1937 – Conakry, 3 agosto 2003) è stato un politico sierraleonese.
È stato il secondo Presidente della Sierra Leone, in carica dal novembre 1985 all'aprile 1992.
Morì in esilio in Guinea.